# TAV (azienda)
TAV S.p.A. (sigla di Treno Alta Velocità S.p.A.) è stata una società del gruppo Ferrovie dello Stato controllata interamente da Rete Ferroviaria Italiana e costituita appositamente per la pianificazione, la progettazione e realizzazione delle linee ferroviarie ad alta velocità-alta capacità (AV-AC) passanti per le direttrici italiane più importanti e trafficate (per quasi 870 chilometri complessivi sugli oltre 1.250 chilometri dell'intero progetto AV-AC di RFI).

## Storia
La prima tratta veloce italiana è stata la Direttissima Firenze-Roma, una delle prime linee del suo genere al mondo, la cui costruzione è durata dal 25 giugno 1970 al 26 maggio 1992.
Man mano che il progetto complessivo dell'AV-AC italiana andava delineandosi, si era sentita l'esigenza di creare una società ad hoc per raccogliere capitali sui mercati finanziari, da impiegare per la costruzione del nuovo sistema di trasporto su rotaia ad alta velocità e il 19 luglio 1991 nacque a tale scopo la Treno ad Alta Velocità - TAV S.p.A..
Al capitale sociale della società parteciparono per il 55,5% alcuni istituti di credito italiani ed esteri (tra cui IMI, Citibank, Banca Nazionale del Lavoro, Istituto Italiano di Credito Fondiario, Banco di Napoli, Cariplo, Sanpaolo IMI, ISVEIMER, Crediop, Credito Italiano, Indosuez, Credit Lyonnaise), e per il restante 45,5% Ferrovie dello Stato. Tra l'agosto ed il settembre del 1991 la società ricevette dalla holding le attività relative alla progettazione, costruzione e sfruttamento economico del sistema Alta Velocità per i successivi 50 anni. L'obiettivo era realizzare l'opera in finanza di progetto.
Entro il 1992, la Tav, mediante trattativa privata, assegnò gli appalti per la realizzazione delle opere a diversi general contractor:
- Torino–Milano: Fiat, che poi li affidò a CAV.TO.MI. (Fiat Impresit);
- Milano–Bologna: Cepav Uno;
- Bologna–Firenze: Fiat, che poi li affidò a CAVET;
- Roma–Napoli: IRICAV Uno;
- Treviglio–Padova:
  - linea Milano–Verona:  Cepav Due;
  - linea Verona–Venezia: IRICAV Due;
- Tortona/Novi Ligure–Genova (terzo valico dei Giovi): Cociv;

e dei seguenti nodi urbani:
- Bologna;
- Roma (ad eccezione della stazione di Roma Tiburtina che è invece direttamente in carico a RFI SpA);
- Napoli.

Nel 1996 Ferrovie dello Stato ridiscusse l'accordo, ottenendo di poter svolgere in prima persona l'esercizio dei servizi ad alta velocità: in cambio, avrebbe pagato un pedaggio annuale a Tav, fisso e indipendente dall'utilizzo della rete. A tal fine, creò TavCo S.p.A. (acronimo di Tav Commerciale) per la gestione commerciale, la programmazione e l'esercizio dei servizi ad alta velocità, pagando a Tav S.p.A. un canone per l'uso delle linee.
Poco tempo dopo, tuttavia, Ferrovie dello Stato chiese nuovamente una modifica del contratto con Tav, allarmata dall'alto prezzo delle tracce Av, dai ritardi continui nei cantieri e dal fatto che i ricavi del trasporto Av sarebbero andati a finire a Tav. Dal canto loro, le banche iniziavano ad essere inquiete circa l'assenza di una cornice legislativa che disciplinasse le tariffe e l'accesso all'infrastruttura, nonché dalla paralisi politica e burocratica delle autorità, anche a seguito di Tangentopoli.
Pertanto, nel 1998 Ferrovie dello Stato acquisì per 108,3 miliardi di lire il 100% della Tav detenuto dalle 42 istituzioni private: il costo dell'intera opera, ricadde così sullo Stato.
L'assenza dei privati fu compensata ricorrendo ai prestiti erogati da Infrastrutture S.p.A., nei primi anni 2000.
A seguito della delibera del 7 dicembre 2010 dell'Assemblea Straordinaria di RFI, il seguente 31 dicembre la società venne fusa per incorporazione in Rete Ferroviaria Italiana.